# Pierre Woodman
Pierre Woodman (Pierre André Nicolas Gerbier) (Auvernia, 29 de abril de 1963) es un fotógrafo y realizador de películas porno de nacionalidad francesa. Autor de más de sesenta películas pornográficas, de más de mil escenas X, de mil quinientas fotografías y de más de siete mil castings.

## Biografía

### Inicios
Proveniente de una familia pobre, comienza a trabajar a los dieciséis años ejerciendo en este período un gran número de empleos diferentes (camarero, barman, vendedor de periódicos y revistas, entre otros). A los  diecisiete años se alistó en el ejército, y más tarde trabajó para el cuerpo de la policía.

### Carrera como director y fotógrafo
En 1986 su vida laboral cambia radicalmente al comenzar a trabajar como fotógrafo de moda en la televisión. En 1989 debuta con Hot Video. A partir de 1992 trabaja para Private Media Group, empresa para la que realizaría un gran número de películas de elevado presupuesto tales como Pyramides, Tatiana o Riviera.
En 1997 lanza su serie Casting X que hoy en día es el producto más vendido en el mundo dentro de la categoría XXX .(Que hace referencia a un contenido sexual para adultos explícito). En 1999, para dar pie a la llegada del fenómeno «gonzo», empieza a producir escenas de 100% sexo para su serie Superfuckers.
A finales de año recibe una invitación de Larry Flynt, el multimillonario director de LFP y editor de la revista Hustler, con el propósito de que Woodman creara un departamento de vídeo similar al existente en Private. A pesar de rodar Brazilian Snake o Manipulation el director acaba dejando la compañía quejándose de la falta de publicidad con la que contaban sus producciones.[cita requerida]

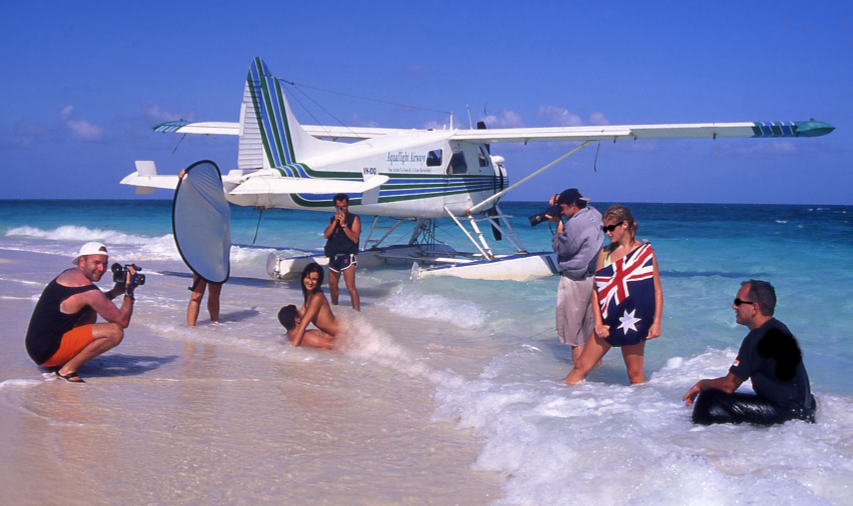
Woodman (izq.) rodando una película en Australia.

En 2005, después de un rol secundario al lado de Denise Richards y Daryl Hannah en la película española Yo, puta de María Lidón y otros foto-shootings para diversas revistas de moda como Vogue, Blast, Issue o Número, Pierre Woodman lanza un programa de afiliación para comprar por internet llamado “Spider-Cash” para poder distribuir sus películas. Fue entonces cuando Berth Milton le llamó para que volviera a trabajar para Private, realizando con ellos Sex City, una trilogía en alta definición, realizando una adaptación de la producción con un presupuesto 540 mil euros, cuyo primer episodio salió en mayo de 2006.
Cinco semanas más tarde, la película se convirtió en la mejor venta de toda la historia de Private, llegando a ser la primera en las listas de ventas de Estados Unidos,[cita requerida] el 5 de junio de 2006. Sin embargo, Pierre Woodman anunció oficialmente el 20 de junio de 2006, que dejaba, por segunda vez, de trabajar para Private y que constituía su propia empresa de producción y distribución, Woodman Entertainment. 
En agosto de 2006 realizó, como primera producción para su propia empresa, la adaptación de la película Excalibur, con un presupuesto de 800 mil euros. Para este film se llevó a cabo un masivo casting para cuarenta actrices,  treinta y cinco actores y doscientos cincuenta figurantes, una primicia en el mundo del porno. En septiembre contrata a la actriz checa Katerina Stancova, que él rebautiza con el nombre de Caylian Curtis, por la suma de 300 000 euros para tres años. La feria Venus fair 2006 de Berlín, fue su ocasión de darse a conocer y en la que presentó a las ocho chicas más guapas de su última producción Excalibur.
Paralelamente a todo esto, sigue trabajando en el mundo de la moda, realizando sesiones de fotos para las grandes revistas, consiguiendo a través de sus cástines muchas de las top models actuales, que ahora tienen grandes agencias. También mantiene una relación cercana con el cine tradicional, motivo por el cual lo encontramos en muchos de los eventos en este ámbito (como Festival de Cannes, MTV awards, Academy Awards en Los Ángeles).
Se deja ver regularmente en la prensa amarilla y en varios programas de la televisión donde su sinceridad muchas veces consigue impactar a los oyentes.
En el año 2010 Pierre crea el sitio wakeupnfuck.com.

### Los Cástines de Pierre Woodman
Pierre Woodman empezó a realizar castings (simulados) en 1992, cuando comenzó con Private. 
Pierre Woodman ha publicado ya mil tres DVD de su serie Casting X usando chicas húngaras, checas, rusas, letonas, 
rumanas y estadounidenses entre otras nacionalidades y declaró en una entrevista en televisión tener más de siete mil en stock.

### Controversias
En 2013, tras la emisión de un documental sobre Woodman, la revista digital francesa Le Tag Parfait publicó un artículo que acusaba al director de obligar a artistas desprevenidas a participar en actos sexuales no planificados con él. En 2017, la actriz pornográfica estadounidense Lana Rhoades acusó a Woodman de obligarla a realizar actos que no quería durante un rodaje y dijo que él supuestamente admitió que violó los derechos de otra mujer.